# Jajko Perehińskie
Jajko Perehińskie (ukr. Яйко-Перегінське, Jajko-Perehinśke) – szczyt w północno−zachodniej części Gorganów (1600 m n.p.m.), które są częścią Beskidów Wschodnich. Szczyt ten oddzielony jest od Mołodej (1723 m n.p.m.) przełęczą Sołotwinka (1355 m n.p.m.).